# Masúrio Sabino
Masúrio Sabino (em latim: Massurius Sabinus) foi um dos mais importantes juristas romano do século I. De origem plebeia, tornou-se chefe da Escola Sabiniana, ou Cassiniana, de direito, no ano de 22. Aos cinquenta anos de idade, tornou-se um membro da ordem equestre. Sua principal obra literária foram os Libri tres iuris civilis (Três Livros sobre a Lei Civil).